# Зімнохи-Сусли
Зімнохи-Сусли (пол. Zimnochy-Susły) — село в Польщі, у гміні Сураж Білостоцького повіту Підляського воєводства.
У 1975—1998 роках село належало до Білостоцького воєводства.